# Blokhoek
De blokhoek is de hoek tussen de cilinders van een V-motor of een W-motor. 
In het algemeen wordt voor een hoek van 90° gekozen, omdat dat op natuurlijke wijze trillingen tegengaat. Een kleinere blokhoek houdt het motorblok echter korter, en wordt dus bij enkele motorfiets-merken en modellen (bijvoorbeeld de Honda VT-modellen en Aprilia RSV Mille) toegepast. Maar ook bij motoren van auto's (bijvoorbleeld een VR-motor van Volkswagen). In zo'n geval wordt door middel van één of meerdere balansassen gezorgd voor het tegengaan van trillingen.